# قدرات أساسية

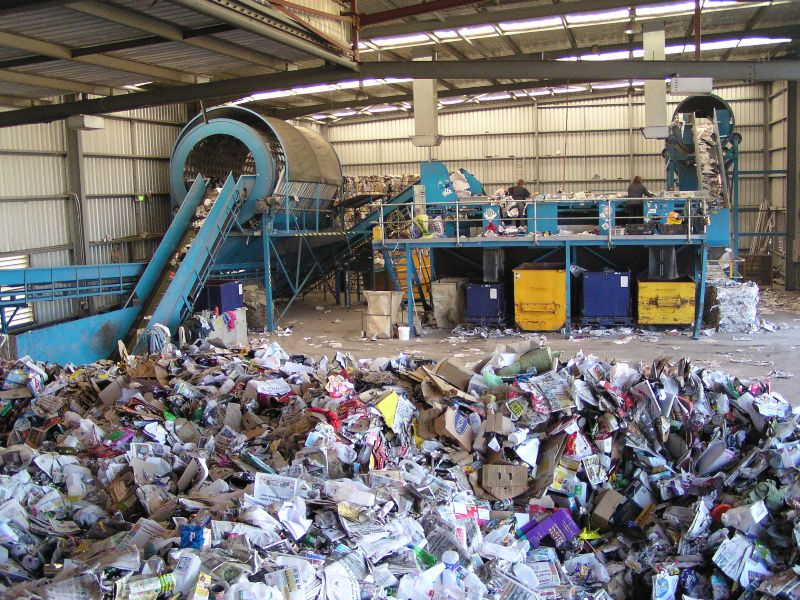

القدرات الأساسية هو مفهوم في نظرية الإدارة طرحه في الأساس كل من سي كيه براهالاد (C. K. Prahalad) وغاري هامل (Gary Hamel) المتخصصين في الأعمال التجارية. ومن وجهة نظرهم فإن القدرات الأساسية هي عامل محدد بالنسبة لـ الشركات تراه محوريًا بالنسبة للطريقة التي تعمل هي، أو موظفيها، بها. تتحدد القدرات الأساسية من خلال ثلاثة معايير أساسية:
1. أن المنافسين لا يمكنهم تقليدها بسهولة.
2. يمكن إعادة استخدامها على نطاق واسع في العديد من المنتجات والأسواق.
3. يجب أن تساهم في تحقيق مميزات للمستهلك النهائي المتمرس. أهمية المنتج / الخدمة لعملائها.

قد تتخذ القدرات الأساسية أشكالاً مختلفة، مثل المهارات التقنية والنظرية والعملية التي يمكن الاعتماد عليها و/أو العلاقات الوثيقة مع العملاء والموردين. ويمكن أن تشمل أيضًا تطوير المنتجات أو ثقافة التطوير، مثل إخلاص العامل في العمل أو إدارة الموارد البشرية (إدارة الموارد البشرية) بشكل أفضل أو التغطية الجيدة للسوق وما إلى ذلك.
فالقدرات الأساسية هي نقاط القوة المحددة مقارنة بالمنظمات الأخرى في الصناعة والتي توفر القاعدة الأساسية لتوفير قيمة مضافة. وكذلك تعكس القدرات الأساسية الدروس الجماعية المكتسبة في المؤسسات وتتضمن كيفية تنسيق المهارات الإنتاجية المتنوعة ودمج التيارات التقنية المتعددة. وهي بمثابة وسيلة اتصال ومشاركة والتزام عميق للعمل عبر الحدود المؤسسية.وهناك عدد قليل من الشركات قد تكون قادرة على الوصول بقيادتها إلى مستوى عالمي في أكثر من خمس أو ست كفاءات أساسية.
هناك مثال للقدرات الأساسية، فعند دراسة عالم والت ديزني، اكتشف أن هناك ثلاث قدرات أساسية رئيسية:
- الرسوم المتحركة وتصميم العروض
- رواية القصة تأليف القصص ومعالم الجذب الموضوعية
- التشغيل الكُفء للمتنزهات

سلسلة القيمة هي أسلوب تنظيمي لدراسة تطور الميزة التنافسية. طرح فكرة القيمة مايكل بورتر في كتابه الميزة التنافسية (1980). {{استشهاد}}: استشهاد فارغ! (مساعدة) وتتكون هذه السلسلة من سلسلة من الأنشطة التي تَبتكر القيمة وتقوم بإنشائها. تبلغ هذه الأنشطة ذروتها في القيمة الإجمالية المقدمة من قبل المؤسسة. ويتشابه 'الهامش' الوارد في الرسم البياني مع القيمة المضافة. ومن ثم تُقسم المؤسسة إلى «الأنشطة الرئيسية» و «أنشطة الدعم».

## الكفاءة الأساسية
تتحقق الكفاءة الأساسية نتيجة لمجموعة محددة من المهارات أو الأساليب الإنتاجية التي تُقدم قيمة للعميل. فهذه الكفاءات تمكن المؤسسة من الوصول إلى مجموعة واسعة من الأسواق. لذا ينبغي على الإدارات التنفيذية أن تُقدر التحديات والفُرص المستقبلية للعمل لكي تظل في صدارة اللعبة في الحالات المختلفة.
ففي عام 1990 أوضح براهالاد وهامل، في مقالهما بعنوان، الكفاءات الأساسية للمؤسسة، أن الكفاءات الأساسية تؤدي إلى تطوير المنتجات الأساسية التي يمكن استخدامها كذلك لبناء العديد من المنتجات للمستخدمين النهائيين. وقد تطورت الكفاءات الأساسية من خلال عملية التحسينات المستمرة على مدى فترة من الزمن. لتحقيق النجاح في السوق العالمية الناشئة، يعد بناء الكفاءات الأساسية أكثر أهمية وإلحاحًا من التكامل الرأسي. وتستخدم شركة إن إي سي ملفاتها في الكفاءات الأساسية للسيطرة على سوق أشباه الموصلات والاتصالات اللاسلكية والإلكترونيات الاستهلاكية. إن تحديد الكفاءات الأساسية أمر مهم للغاية لأنه يصعب الاحتفاظ بتلك الكفاءات في حرب الأسعار وبيئة خفض التكاليف. حيث استخدم المؤلف مثال كيفية دمج الكفاءات الأساسية باستخدام البنية الإستراتيجية في ضوء متطلبات السوق المتغيرة والتطورات التكنولوجية. ويجب أن تدرك الإدارة أن أصحاب المصلحة في الكفاءات الأساسية من الأصول التي يمكن استخدامها لدمج وبناء الكفاءات فبناء الكفاءات هي نتيجة للبنية الإستراتيجية التي يجب أن تنفذ من قبل الإدارة العليا لكي تستثمر طاقتها الكاملة.
ففي التنافس من أجل المستقبل أوضح المؤلفان براهالاد وهامل كيف يمكن للموظفين التنفيذيين تطوير رؤية الصناعة اللازمة لتتكيف مع التغيرات التي تطرأ على الصناعة واكتشاف طُرق السيطرة على الموارد التي ستمكن الشركة من تحقيق الأهداف بصرف النظر عن أي قيود مفروضة. لذا ينبغي على الموظفين التنفيذيين تطوير وجهة النظر التي يمكن أن تبنى من خلالها الكفاءات الأساسية للمستقبل لتنشيط عملية ابتكار أعمال جديدة. حيث إن العامل الرئيسي للريادة في المستقبل هو تطوير وجهة نظر مستقلة حول فُرص المستقبل وبناء القدرات القادرة على استثمارها.
ولكي تكون المؤسسة قادرة على المنافسة، فإنها بحاجة إلى موارد ملموسة حيث إن الموارد غير الملموسة مثل الكفاءات الأساسية صعبة التحقيق. كما ينبغي إدارة وتعزيز الكفاءات مع الإشارة إلى التغييرات الصناعية ومستقبلها. فعلى سبيل المثال، تتمتع شركة مايكروسوفت بخبرة فائقة في العديد من الابتكارات التي تعتمد على تكنولوجيا المعلومات بينما يصعب على المنافسين مجاراة كفاءات مايكروسوفت الأساسية للعديد من الأسباب.
ففي حالة المنافسة لتحقيق خفض التكاليف والجودة والإنتاجية، لا يقضي معظم الموظفين التنفيذيين وقتهم لتطوير رؤية الشركة للمستقبل لأن هذه المهمة تتطلب طاقة فكرية والتزامًا عاليًا. وربما تتحدى الأسئلة الصعبة قدراتهم الخاصة لعرض فُرص المستقبل ولكن محاولة الحصول على إجاباتهم قد تحقق مميزات هائلة للمؤسسة.